# Rififi en F1
Rififi en F1 est le quarantième album de la série de bande dessinée Michel Vaillant, créée par Jean Graton.

## Synopsis
En 1981, la forte rivalité entre la FISA et la FOCA aboutit à l’organisation de deux championnats de Formule 1 parallèles. Alors que la plupart des écuries françaises et italiennes restent fidèles au championnat organisé par la FISA, les écuries anglaises s’engagent dans le championnat FOCA. Dans ce contexte, l’écurie Vaillante choisit de ne participer à aucun des deux championnats et de laisser Michel piloter pour l’écurie Renault. Pendant ce temps, dans le championnat rival, Steve Warson rejoint le Team Lotus.

## Personnages réels
Cet album est l’un de ceux mettant en scène le plus grand nombre de personnages rééls du milieu de la Formule 1 de l’époque. On y retrouve notamment :
- les organisateurs Bernie Ecclestone[1], Jean-Marie Balestre[1] et Jacky Ickx[2].
- Les patrons d’écurie Colin Chapman[1], Ken Tyrrell[1], Frank Williams[1], Gérard Larrousse[3], Mauro Forghieri[1], Guy Ligier[4].
- Les pilotes Alain Prost[5], René Arnoux[5], Jacques Laffite[4], Gilles Villeneuve[6], Nigel Mansell[7], Alan Jones[8], Didier Pironi[5], Nelson Piquet[6], Mario Andretti[5].
- Le journaliste Gérard Crombac[9].
- Le sponsor David Thieme[7].